# Luther Lee Bernard
Luther Lee Bernard (* 29. Oktober 1881 in Russel County, Kentucky; † 23. Januar 1951) war ein US-amerikanischer Soziologe und Sozialpsychologe. Er war 22. Präsident der American Sociological Association.

## Werk und Wirkung
Bernard studierte an der University of Missouri und an der University of Chicago, wo er 1910 zum Ph.D. promoviert wurde. Danach lehrte er Soziologie und Sozialpsychologie an diversen nordamerikanischen Hochschulen und war schließlich Professor für Soziologie an der Pennsylvania State University.
Laut Lewis Coser kann Bernards sozialpsychologische Theorie als „modifizierter Behaviorismus“ bezeichnet werden. Er übernahm Grundprinzipien des Behaviorismus, betonte jedoch den Umwelteinfluss auf die Charakterbildung. Mit ihm wandte sich die amerikanische Sozialpsychologie von einer ausschließlich biologischen Orientierung ab.

## Schriften (Auswahl)
- Instincts (1924)
- An Introduction to Social Psychology (1926)
- The Development of Methods in Sociology (1928)
- Sociology and the Study of International Relations (1934)
- Social Control (1939)
- War an its Causes (1944)
- Origins of American Sociology (1943 – mit Jessie Bernard).